# Đoàn Duy Thành
Đoàn Duy Thành (sinh năm 1929 tại Hải Dương) nguyên Ủy viên Ban Chấp hành Trung ương Đảng Cộng sản Việt Nam; nguyên Phó Chủ tịch Hội đồng Bộ trưởng, Bộ trưởng Bộ Kinh tế Đối ngoại; Chủ tịch Liên đoàn Thương mại và Công nghiệp Việt Nam.

## Tiểu sử
Đoàn Duy Thành, Sinh ngày 15 tháng 9 năm 1929. Quê gốc: thôn Tường Vu, xã Cộng Hòa, huyện Kim Thành, tỉnh Hải Dương. Xuất thân trong một gia đình nho giáo có truyền thống yêu nước, có nề nếp ở nông thôn.
- Năm 1942 - 1945, được cán bộ cách mạng bí mật tuyên truyền, giáo dục và đào tạo; sớm giác ngộ tham gia Việt Minh từ 1943 - 1944.
- Ngày 1 tháng 7 năm 1945, làm Bí thư Đoàn Thanh niên Cứu quốc thôn Tường Vu, xã Cộng Hòa, huyện Kim Thành, tỉnh Hải Dương.[1]
- Ngày 16 tháng 8 năm 1945, tham gia cướp chính quyền ở huyện Kim thành, tỉnh Hải Dương; làm Bí thư xã bộ Việt Minh xã Cộng Hòa. Tham gia xóa nạn mù chữ và các hoạt động xã hội khác. Trúng cử Đại biểu Hội đồng nhân dân xã với số phiếu cao nhất - Lúc này vừa tròn 17 tuổi.
- Ngày 15 tháng 10 năm 1946, được kết nạp vào Đảng Cộng sản Đông Dương; Làm Bí thư Chi bộ xã Cộng Hòa.
- Năm 1948, làm Bí thư rồi Phó Bí thư Quận ủy Ngô Quyền, kiêm Chủ tịch Ủy ban Kháng chiến Hành chính, Chính trị viên Quận đội Quận Ngô Quyền, thành phố Hải Phòng.
- Ngày 18 tháng 9 năm 1951, bị Pháp bắt giam và đầy đi Nhà tù Côn Đảo.
- Ngày 12 tháng 12 năm 1952, tham gia cuộc vượt ngục nổi tiếng (Vụ vượt ngục Côn Đảo). Sau khi vượt ngục, tham gia hoạt động tại Văn phòng Thành ủy Hải Phòng; là Bí thư Chi bộ Văn phòng Thành ủy, Trợ lý cho Lãnh đạo Thành ủy.

## Hoạt động quản lý thương mại tại Hải phòng
- Từ năm 1958 đến 1976, ông lần lượt đảm nhiệm các chức vụ: Phó Chủ nhiệm, Chủ nhiệm Công ty Bách hóa, Công ty Bông Vải Sợi, Công ty Bách hóa bán buôn, Công ty Bông Vải Sợi và may mặc; Phó Chủ nhiệm Liên hiệp xã Thủ Công nghiệp, Phó Giám đốc Sở Công nghiệp và Thủ công nghiệp, Giám đốc Sở Thủ Công nghiệp TP Hải Phòng, Chủ nhiệm Liên hiệp xã Thủ Công nghiệp.
- Năm 1968, là Thành ủy viên Thành ủy Hải Phòng; làm Trưởng các ban của Thành ủy: Tài mậu, Công nghiệp, Khoa học Kỹ thuật; rồi Giám đốc Sở Thương nghiệp TP Hải Phòng.
- Tháng 6 năm 1976, Ủy viên Ban Thường vụ Thành ủy, Phó Chủ tịch Ủy ban nhân dân thành phố Hải Phòng.
- Tháng 8 năm 1979, Phó Bí thư Thành ủy, Chủ tịch Ủy ban nhân dân thành phố Hải Phòng.[2]
- Tháng 2 năm 1982 đến tháng 11 năm 1983, là Ủy viên Dự khuyết và từ tháng 12 năm 1983 là Ủy viên Ban Chấp hành Trung ương Đảng Cộng sản Việt Nam; Bí thư Thành ủy Hải Phòng.[3]

## Tham gia công tác Chính phủ
- Tháng 7 năm 1986, làm Bộ trưởng Bộ Ngoại thương.
- Tháng 2 năm 1987, làm Phó Chủ tịch Hội đồng Bộ trưởng, Bộ trưởng Bộ Kinh tế đối ngoại.[4]
- Năm 1990, làm Viện trưởng Viện Nghiên cứu Quản lý Kinh tế Trung ương thay Nguyễn Văn Trân.
- Năm 1993 đến năm 2002, làm Chủ tịch đầu tiên của Liên đoàn Thương mại và Công nghiệp Việt Nam (VCCI).
- Năm 2003, Ông được nghỉ hưu tại Nhà riêng số 216 phố Đội Cấn, quận Ba Đình, thành phố Hà Nội.

## Cống hiến
- Năm 1980, Chỉ đạo và tổ chức đắp đập Đình Vũ và đắp đê đường 14, lấn ra biển một diện tích ngang với huyện Tiên Lãng. Riêng đắp đê đường 14 đã thành lập thêm được hai xã; để ghi nhớ công lao của Đoàn Duy Thành, nên đã đặt tên xã mới là Hải Thành và Tân Thành.
- Tổ chức Phong trào Ngói hóa nông thôn, không thực hiện Chỉ thị Z30 tuyệt mật, tịch thu những nhà 2, 3 tầng mới xây những năm 1980.
- Năm 1986, mất mùa liên tiếp, Việt Nam tự cô lập với thế giới bên ngoài, hàng hoá khan hiếm, lạm phát phi mã tới 780% năm. Nền kinh tế trong nước đang đứng trên bờ vực thẳm. Để kiềm chế lạm phát, các chuyên gia của WB và IMF dự kiến, Việt Nam cần phải có 1,7 - 3 tỷ USD. Tại thời điểm đó, số tiền vài tỷ đô là vượt quá khả năng của nền kinh tế. Trên cương vị là Bộ trưởng Ngoại thương, ông đã cho nhập khẩu 160 tấn vàng - Nhiều người đã kể lại câu chuyện này như một huyền thoại.[1]
- Đổi mới công tác xuất nhập khẩu: Mạnh dạn phân cấp, giao các doanh nghiệp xuất nhập khẩu sang các Bộ chuyên ngành. Xóa bỏ độc quyền ngoại thương; giao cho các doanh nghiệp trực tiếp được xuất nhập khẩu - Những năm cuối 1980.
- Có công lao to lớn đưa vị thế của Liên đoàn Thương mại và Công nghiệp Việt Nam lên một tầm cao mới. Vị trí của VCCI ngày càng nâng cao, mở ra nhiều hoạt động phong phú, trở thành một tổ chức kinh tế, chính trị, xã hội có uy tín ở trong nước cũng như trên trường quốc tế.

## Câu nói nổi tiếng
- Vui lòng Khách đến; Vừa lòng Khách đi - 1968.[5]
- Dân biết, dân bàn, dân làm, dân kiểm tra - 1979.[5]

## Danh hiệu Tôn vinh
- Huân chương Lao động hạng Nhất.
- Huy hiệu 40 năm, 50 năm, 60 năm tuổi Đảng Cộng sản Việt Nam.

## Gia đình
- Phu nhân là bà Phí Thị Tâm (1933 - 1999). Vợ chồng ông sinh được bốn con trai, đặt tên là Linh, Tiến, Khương, Trọng.
- Con trai thứ nhất là Đoàn Duy Linh, nguyên Giám đốc Sở Văn hóa Thể thao TP Hải phòng, Phó Giám đốc Sở Kế hoạch và Đầu tư TP Hải phòng, nghỉ hưu năm 2017.
- Con trai thứ ba là Đoàn Duy Khương, hiện nay là Tiến sĩ, Phó Chủ tịch Phòng Thương mại và Công nghiệp Việt Nam.